# Vörös fogadó (Brassó)
A brassói Vörös fogadó (románul: Hanul Roșu, németül: Rotes Wirtshaus) a belvárosi Fekete utca 16. szám alatt álló műemlék épület. Hosszú időn keresztül fogadó és kocsma működött benne, nevét pirosra festett homlokzatának köszönheti.

## Története
Építésének pontos dátuma nem ismert, valószínűleg a 17. századból vagy azelőttről származik. Az 1689-es tűzvészben megrongálódott, de még ugyanabban az évben újjáépítették; ezt az egyik földszinti helyiségben elhelyezett felirat tanúsítja. 1803-ban felújították, udvarában egy új épületet emeltek. Legutóbbi felújítása 2011-ben volt, ennek alkalmából visszakapta vörös színét is.
Brassóban számos fogadó volt, ahol az utazók megpihenhettek; már a 15. században említettek fogadókat, és a 19. század elején kilencet tartottak nyilván. A Vörös fogadóban főleg a fogarasföldi román utazók szálltak meg, de a brassóiak is gyakran látogatták, ugyanis földszintjén volt a népszerű Vörös Ház (Casa Roșie) nevű kocsma.
Egy 1922-ben kiadott útikalauz szerint a fogadó ekkor már szállodaként működött (Hotel Prister), és 18 szobája volt. Az épület jelenleg lakóházként szolgál, földszintjén kisebb üzletek (ékszerüzlet, gyógyszertár) vannak.

## Leírása
Kétszintes, U alaprajzú épület. Az utca egyetlen országos jelentőségű műemléke, a nyilvántartásban BV-II-m-A-11318 kód alatt szerepel.